# Scott Ross

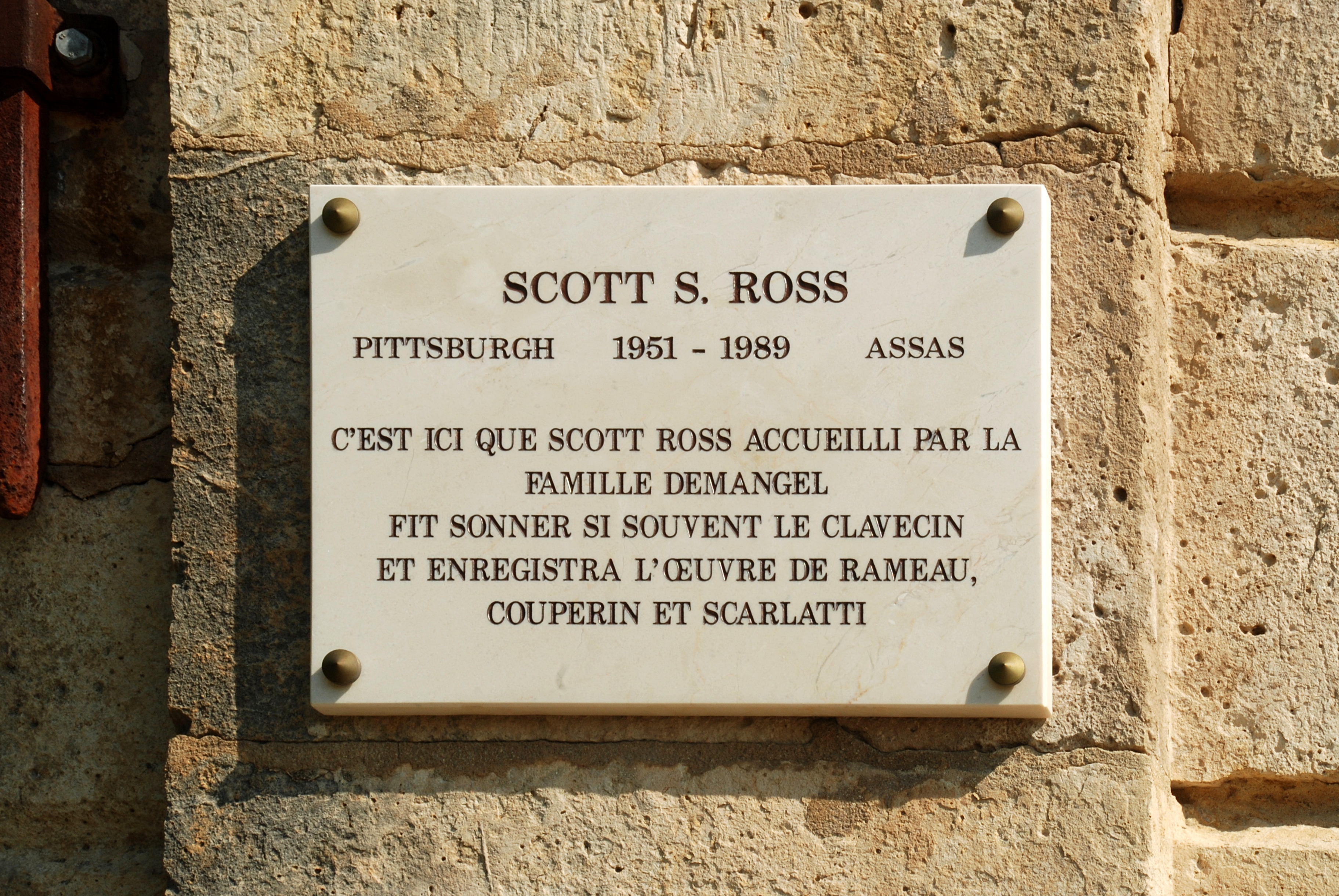
Emléktáblája a Château d’Assas falán

Scott Stonebreaker Ross (Pittsburgh, 1951. március 1. – Assas, 1989. június 13. vagy 1989. június 14.) az Egyesült Államokban született csembalóművész, aki nagyrészt Franciaországban és Kanadában élt. Ő készített először „egyszemélyes” összkiadást Domenico Scarlatti 555 csembalószonátájából.

## Élete
Gyerekkorában majdnem mozgásképtelenné vált egy súlyos skoliozis következtében, amely nagy részében a fűzőben tartotta. 
Kezdetben zongorázni és orgonálni tanult szülővárosában. Apja halála után 1964-ben édesanyjával Franciaországba költözött, ahol csembaló szakon tanult a nizzai konzervatóriumban. Néhány év Nizzában eltöltött év után, anyja öngyilkosságot követett el, ekkor Ross mindössze 19 éves volt. 1969-től kötődött Assashoz. A település kastélyának birtokosnője hívta őt oda unokája tanítására. A nizzai tanulmányainak befejezése után beiratkozott a Párizsi Conservatoire-ba . 
1971-ben elnyerte a Concours de Bruges rangos első díját. Ross emellett az Antwerpeni Királyi Konzervatóriumban is folytatott tanulmányokat Kenneth Gilbert osztályában. 
Ezután tanári pályafutást kezdett a zeneművészeti iskolában, a Lavali Egyetemen, Quebecben. Itt-tartózkodásakor születtek díjnyertes felvételei, a Rameau teljes Pièces de Clavecin-ről, és François Couperin teljes billentyűs műveiről. Ross hasonlóan öltözködött, mint a tanítványai (még a saját hangversenyein is), és kinézetében közelebb állt a popzenei ikonhoz, John Lennonhoz, mint a barokk zene hiteles előadójához, Gustav Leonhardthoz . Az egyetemi kancellár és a francia főkonzul részvételével, az Université Laval egyik koncertjén farmernadrágban és egy piros kockás mintájú ingben jelent meg. Saját mentségére a következő magyarázatot adta „Elkezdtem a Goldberg-variációkat mert leszoktam a dohányzásról, és az ember kezeit sokkal jobb folyamatosan lefoglalni ezzel, mint ha kötögetnék.”  
Az orchideák szenvedélyes gyűjtője volt, nagy macskakedvelő és egyéb hobbija  közé tartozott a vulkanológia, az ásványtan és a mikológia is. A billentyűs hangszerek világában is érdeklódése hasonlóan széles körű volt, a csembalón túl szívesen játszotta Frédéric Chopin, Claude Debussy és Maurice Ravel műveit, melyeket zongorán adott elő, és szintén eljátszotta Schubert dalait is. Szenvedélyesen szerette Brian Eno és Philip Glass zenéit, Nina Hagen punk előadóművész rajongója is volt. Az összehasonlításokat, amelyeket Ross és a kanadai zongorista Glenn Gould között rajzolódik ki (pl. a barokk zene iránti közös érdeklődésük és szokatlan megközelítésük miatt), teljesebb kontextusba helyeződnek, ha Ross megjegyzéseit halljuk abban a dokumentumfilmben, ami az ő halála előtti években készült:  
„Amikor olyan elmebeteg előadást hallok, mint Glenn Gouldé, aki így játszik: [staccato módon imitálva Gould-ot  J.S. Bach's  Partita no. 1, BWV 825,  Allemande], azt mondom, hogy semmit nem értett Bach zenéjéből! Figyelmesen hallgattam az ő felvételeit: nem értette. Amúgy ragyogó egyéniség volt; és egy bizonyos pontig tisztelem őt. Számomra az a tény, hogy egy művész nem jelenik meg a nyilvánosság előtt az már önmagában egy probléma. De legalább olyan fickó volt, akinek megvolt a bátorsága másképpen csinálni a dolgokat, mint ahogy mások teszik. Ugyanakkor olyan messze volt a valóságtól, annyira messze, hogy szüksége lenne egy Boeing 747-re, hogy visszahozza. Kemény vagyok Glenn Goulddal. Nos, ő már halott, így mégsem támadok egy kollégára.”
1983-ban meghatározatlan időre  alkotószabadságra ment a Laval Egyetemről. Assasban a kastély egyik toronyszobájából egy szemközti kis házba költözött bérlőként (később Párizsban is tartott fenn lakást). Ezekben az években számolatlan lemezfelvételt készített a francia Erato kiadó számára, köztük George Frideric Handel nyolc Szvitjét, Bach Hat partitáját és Jean-Henri d'Anglebert billentyűs műveit rögzítette hanganyagra. (Két albumot is készített az EMI-nek, köztük utoljára Girolamo Frescobaldi műveit.) 
1984-ben ötéves szerződést írt alá az Eratoval, de elsőként ekkor kezdte tapasztalni HIV-fertőzése első tüneteit. Társadalombiztosítás híján barátai támogatásából kezeltette magát, de csak minimális ellátásra futotta. David Ley csembalókészítő és Monique Davos producer ápolta assasi házában.
Új szerződésének fő irányvonala Domenico Scarlatti összes (555) billentyűs szonátájának rögzítése volt, ami embert próbáló feladatnak bizonyult. Ez a Francia Rádió által indított projekt volt, akik úgy döntöttek, hogy 1985-ben a szonátákat sugározzák a rádióban, ezzel megemlékezve a zeneszerző születésének 300. évfordulójára. Ross 1984. június 16-án kezdte meg a szonáták felvételét, és a felvétel tizennyolc hónapja alatt végig tudatában volt, hogy halálos betegség támadta meg. Kilencvennyolc felvétel szakaszra volt szükség, és az utolsó felvételt végül 1985. szeptember 10-én fejezték be. Összességében nyolcezer részben rögzítették ezeket a szonátákat. A felvételt az Eratonál 34 CD-n adták ki. 
Ross 38 évesen, 1989. június 13-án halt meg az AIDS okozta tüdőgyulladásban, a házában, Assasban. A HIV-fertőzöttek ekkori megítélése miatt homoszexualitasát titokban tartották, csak a meleg közösség körében volt ismert. Hamvait – végakaratának megfeleve – repülőgépről a település felett szorták szét.